# Troy Evans (Schauspieler)

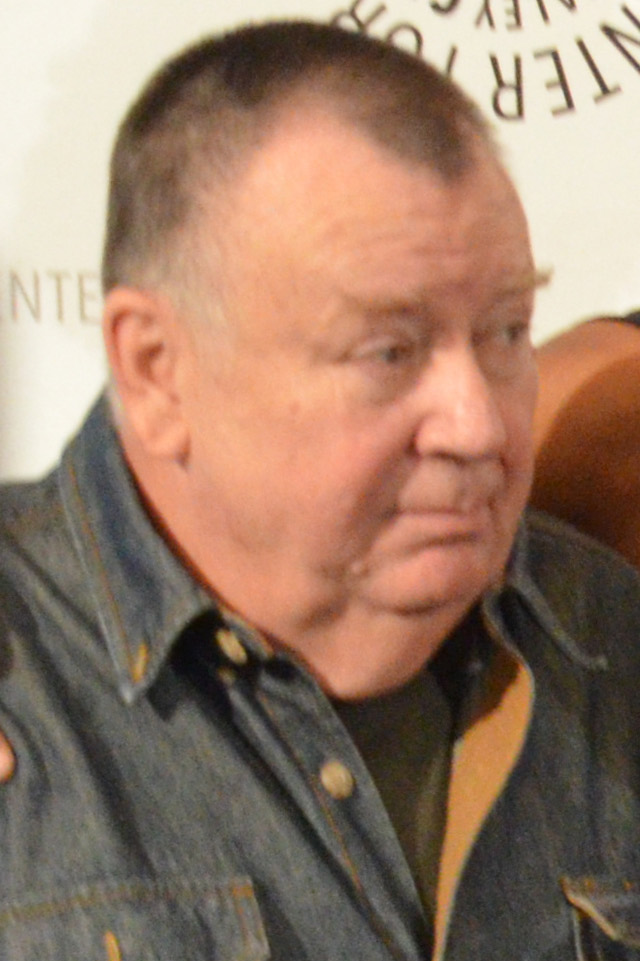
Troy Evans (2013)

Troy Evans (* 16. Februar 1948 in Missoula, Montana) ist ein US-amerikanischer Schauspieler.

## Leben
Troy Evans machte 1966 seinen Abschluss an der Flathead High School in Kalispell, Montana. Er studierte an der University of Montana, bevor er von 1968 bis 1969 in der 25. Infanterie-Division im Vietnamkrieg diente. Nach seiner Rückkehr eröffnete er eine Bar und wurde innerhalb kürzester Zeit Alkoholiker. Er konnte seine Aggressionen nicht in den Griff kriegen und legte sich nicht nur mit Drogendealern an, sondern auch mit seinen Kunden. Nachdem er mehrere Leute zusammengeschlagen hatte, musste er zwei Jahre lang im Montana State Prison absitzen. Anschließend ließ er seine Posttraumatische Belastungsstörung in einem nahe gelegenen Veteranenkrankenhaus behandeln. Zur Therapie gehörte auch das Nachspielen von Ereignissen. Damit kam er mit der Schauspielerei in Berührung. Schließlich nutzte er die G. I. Bill of Rights, um am Flathead Valley Community College zu studieren. Er zog 1976 nach Kalifornien, wo er am Theater spielte.
Ab 1982 konnte Evans regelmäßig in Fernsehserien und Spielfilmen als Schauspieler arbeiten. So debütierte er in der 1984 erschienenen und von Bob Clark inszenierten Musikkomödie Der Senkrechtstarter in einer kleinen Nebenrolle an der Seite von Sylvester Stallone und Dolly Parton auf der Leinwand. Häufig wurde Evans fortan als Polizist oder Militärangehöriger gecastet, darunter für Filme wie Alarmstufe: Rot, Men at Work und Demolition Man. Größere Bekanntheit erlangte er vor allen Dingen durch seine Darstellung des Frank Martin, dem Notaufnahmekoordinator, den er in 129 Folgen von 2000 bis 2009 in der Krankenhausserie Emergency Room – Die Notaufnahme verkörperte. Seit 2014 ist er in der Prime-Video-Fernsehserie Bosch zu sehen.

## Filmografie (Auswahl)
Filme
- 1984: Der Senkrechtstarter (Rhinestone)
- 1984: Von Sehnsucht verzehrt (Obsessive Love)
- 1985: Rape – Die Vergewaltigung des Richard Beck (The Rape of Richard Beck)
- 1985: Teenwolf (Teen Wolf)
- 1985: Tödliche Botschaft (Deadly Messages)
- 1987: Near Dark – Die Nacht hat ihren Preis (Near Dark)
- 1988: Träume des Wahnsinns (Deadly Dreams)
- 1989: Allein gegen Al Capone (The Revenge of Al Capone)
- 1989: Halloween V – Die Rache des Michael Myers (Halloween 5: The Revenge of Michael Myers)
- 1990: Katastrophenflug 243 (Miracle Landing)
- 1990: Men at Work
- 1990: My Blue Heaven
- 1992: Der Rasenmähermann (The Lawnmower Man)
- 1992: Alarmstufe: Rot (Under Siege)
- 1992: Love Field – Liebe ohne Grenzen (Love Field)
- 1992: Der Schein-Heilige (Leap of Faith)
- 1992: Kuffs – Ein Kerl zum Schießen (Kuffs)
- 1993: Demolition Man
- 1994: Stephen Kings The Stand – Das letzte Gefecht (The Stand)
- 1994: Ace Ventura – Ein tierischer Detektiv (Ace Ventura: Pet Detective)
- 1994: Daddy schafft sie alle (Father and Scout)
- 1994: Niemand hört den Schrei (Cries from the Heart)
- 1995: Ein Gorilla zum Verlieben (Born to Be Wild)
- 1995: Eine unheimliche Familie zum Schreien (Here Come the Munsters)
- 1996: Kaltblütig (In Cold Blood)
- 1995: Flirt mit einem Serienmörder (Bodily Harm)
- 1996: Phenomenon – Das Unmögliche wird wahr (Phenomenon)
- 1996: The Frighteners
- 1997: Deine Schönheit ist dein Verderben (Crowned and Dangerous)
- 1998: Fear and Loathing in Las Vegas
- 1999: Der Onkel vom Mars (My Favorite Martian)
- 2000: Old Drum – Gut gebellt ist halb gewonnen (The Trial of Old Drum)
- 2003: Flight Girls (View from the Top)
- 2004: An Bord der Tiger Cruise (Tiger Cruise)
- 2013: Dracano
- 2023: The Killer on the Road (He Went That Way)

Fernsehserien
- 1982: Filthy Rich (Folge 2x06 Take This Job and Love It: Part 2)
- 1982–1985: Polizeirevier Hill Street (Hill Street Blues, zwei Folgen)
- 1987–1990: Dallas (zwei Folgen)
- 1989–1991: China Beach (28 Folgen)
- 1991–1993: Alles Okay, Corky? (Life goes on, neun Folgen)
- 1994–2009: Emergency Room – Die Notaufnahme (ER, 129 Folgen)
- 1995: Hör mal, wer da hämmert (Home Improvement, Folge 5x09 Chicago Hope)
- 1996–1997: Das Leben und Ich (Boy Meets World, zwei Folgen)
- 1996–1998: Diagnose: Mord (Diagnosis Murder, zwei Folgen)
- 1996–1998: Life with Louie (vier Folgen)
- 1999–2002: Becker (drei Folgen)
- 2002–2003: Lady Cops – Knallhart weiblich (The Division, sechs Folgen)
- 2014: Instant Mom (eine Folge)
- 2014: Sullivan & Son (eine Folge)
- 2014–2021: Bosch